# Quang Minh, Chơn Thành
Quang Minh là một xã thuộc thị xã Chơn Thành, tỉnh Bình Phước, Việt Nam.

## Địa lý
Xã Quang Minh nằm ở phía đông bắc thị xã Chơn Thành, có vị trí địa lý:
- Phía đông giáp xã Minh Lập
- Phía tây và phía bắc giáp huyện Hớn Quản
- Phía nam giáp xã Minh Thắng.

Xã có diện tích 29,07 km², dân số năm 2009 là 3.765 người, mật độ dân số đạt 130 người/km².

## Lịch sử
Xã Quang Minh được thành lập vào ngày 10 tháng 4 năm 2009 trên cơ sở điều chỉnh 2.906,60 ha diện tích tự nhiên và 3.765 người của xã Tân Quan.